# Freya rubiginosa
Freya rubiginosa là một loài nhện trong họ Salticidae.
Loài này thuộc chi Freya. Freya rubiginosa được Carl Ludwig Koch miêu tả năm 1846.